# Katherine Mansfield
Pour les articles homonymes, voir Mansfield.
Katherine Mansfield (née à Wellington (Nouvelle-Zélande) le 14 octobre 1888 et morte à Avon (Seine-et-Marne) le 9 janvier 1923), nom de plume de Kathleen Mansfield Murry née Beauchamp, est une écrivaine et poétesse britannique d'origine néo-zélandaise. 
Puisant son inspiration tout autant de ses expériences familiales que de ses nombreux voyages, elle contribua au renouvellement de la nouvelle moderniste avec ses histoires courtes fondées sur l’observation et souvent dénuées d’intrigue.

## Biographie

### Enfance et formation
Kathleen Beauchamp naît le 14 octobre 1888 à Wellington en Nouvelle-Zélande d'Annie Beauchamp, née Dyer, active et engagée dans les mouvements conservateurs de la politique locale, et de Harold Beauchamp, homme d'affaires qui devient directeur de la Banque de Nouvelle-Zélande pendant l'adolescence de sa fille. Elle est la quatrième d'une fratrie de quatre filles, Vera, Charlotte et Jeanne, et d'un benjamin, Leslie, qui naît alors que la famille vit à Karori. Kathleen Beauchamp publie son premier texte à l'âge de neuf ans.
En 1903, elle part étudier au Queen’s College de Londres, où elle fait la connaissance d’Ida Constance Baker avec qui elle reste amie jusqu’à sa mort, et de Beatrice Hastings, son aînée de neuf ans dont elle devient la maîtresse. C’est à cette même époque que paraissent les premiers textes publiés sous le nom Katherine Mansfield, du nom de sa grand-mère qui l’a élevée.
En 1906, elle retourne en Nouvelle-Zélande, où elle rencontre Edith Bendall, dont elle s’éprend, ce qui provoque un scandale à Wellington. Trois de ses nouvelles sont publiées dans une revue néo-zélandaise. Son père ayant refusé qu'elle se lance dans une carrière de violoncelliste professionnelle, elle entre au Wellington Technical College pour y étudier la dactylographie et la comptabilité.

### Une vocation littéraire assumée
Grâce à l’aide de son amie Ida Constance Baker (souvent nommée L.M., acronyme de Leslie Moore, dans son Journal), Katherine Mansfield retourne en Angleterre en juillet 1908 avec l’assurance d’une pension annuelle de 100 £ que son père s’engage à lui verser, ce qui lui permet de se consacrer uniquement à l’écriture.
Elle retrouve alors ses amis les frères Trowell. Bien qu’attendant un enfant de Garnet Trowell, elle épouse George Bowden en 1909 pour le quitter le jour même (le divorce fut prononcé en 1913). Révoltée par le scandale et soupçonnant à tort ses précédentes liaisons saphiques et l'influence d'Ida Baker comme responsables de l'échec de ce mariage, sa mère, Annie Beauchamp, tente en vain de la faire retourner auprès de Bowden, puis l'envoie alors en Bavière, où Katherine fait une fausse couche en soulevant une valise. Il n'a pas été déterminé si Annie Beauchamp avait connaissance de la grossesse et de la fausse couche de sa fille, mais à son retour d'Europe en Nouvelle-Zélande, elle l'a déshéritée.
Katherine Mansfield rencontre ensuite l'intellectuel polonais Floryan Sobienowsky, qui lui fait découvrir l’œuvre de Tchekhov, dont elle s'inspire par la suite.
En 1910, elle retourne à Londres, où ses nouvelles sont publiées dans le magazine The New Age. Le recueil de nouvelles inspiré de son séjour en Allemagne, In a German Pension (Pension allemande), est publié en 1911. Cette même année, Katherine rencontre le critique littéraire John Middleton Murry, qu’elle épouse en 1918. Elle a entre-temps une liaison avec l'écrivain français Francis Carco. Jusqu’en 1914, ses nouvelles sont publiées dans les magazines Rhythm et The Blue Review.

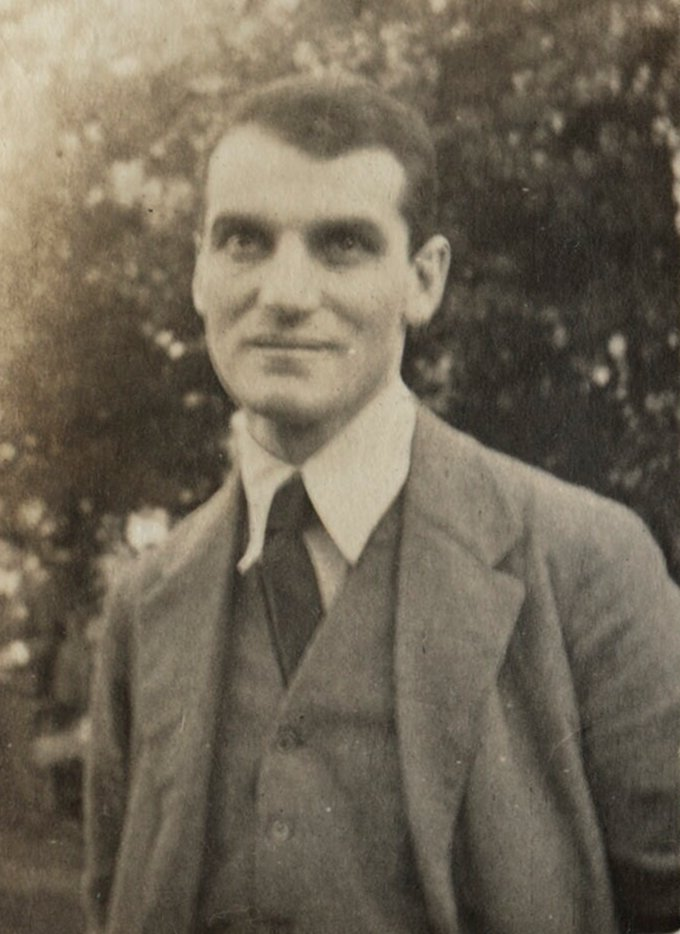
John Murry, collaborateur puis époux de Mansfield, en 1917.

Katherine Mansfield et John Middleton Murry font la connaissance de D. H. Lawrence et de sa femme Frieda, avec lesquels ils se lient d'amitié. Lawrence fait un portrait de Katherine sous les traits du personnage de Gudrun dans Femmes Amoureuses. Lawrence, Murry et Mansfield créent la revue Signature. Mansfield et Murry ont habité à Hampstead, où leur maison porte aujourd'hui une plaque commémorative.

### Influence de la Première Guerre mondiale
La Première Guerre mondiale marque un tournant dans la vie de Katherine Mansfield lorsque son frère Leslie meurt en 1915, ce qui la traumatise définitivement. Ses écrits sont dès lors plus que jamais tournés vers la Nouvelle-Zélande, avec des liens plus ou moins explicites avec sa propre famille et son enfance.

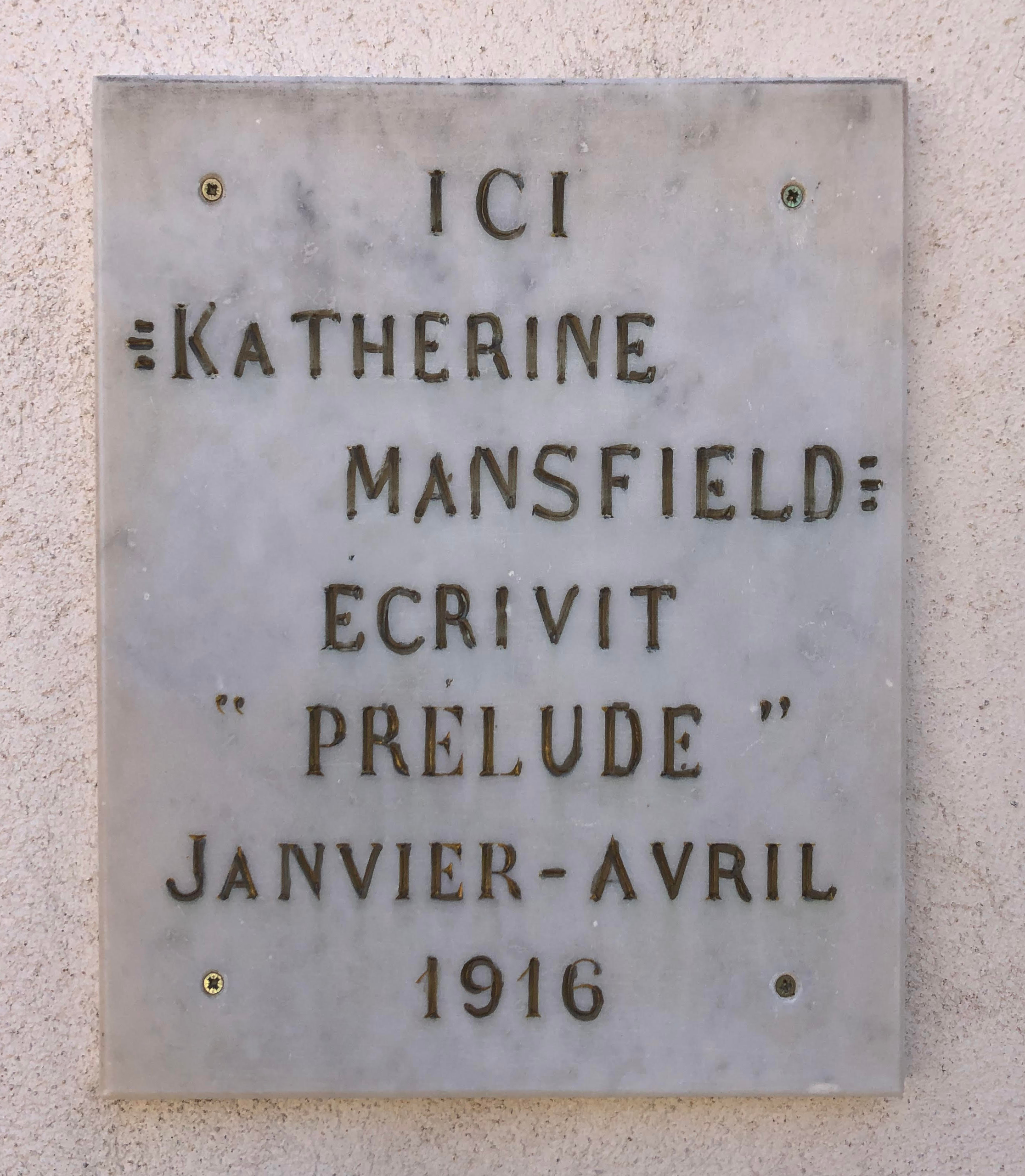
Plaque commémorative à Bandol.

En 1916, Prelude est publié. Elle vit alors à Bandol en France. C’est lors d’un séjour en Angleterre l’année suivante qu’elle rencontre Virginia Woolf, avec qui elle est souvent comparée, notamment pour leur utilisation du « stream of consciousness » ou monologue intérieur. Virginia Woolf avoue qu’elle n’a été jalouse que d’un seul écrivain, Katherine Mansfield.

### Diagnostic de tuberculose et fin de vie

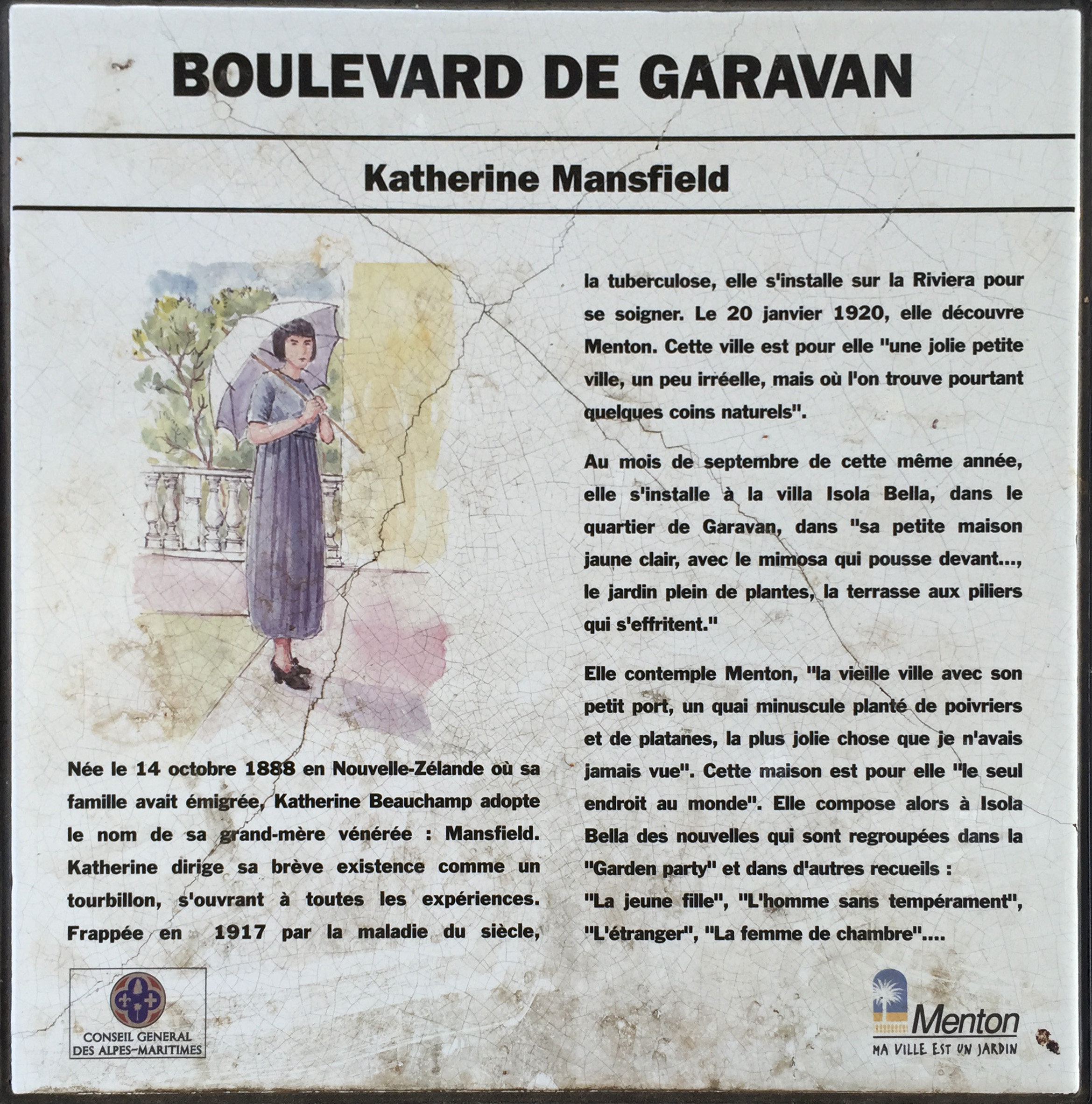
Plaque commémorative à Menton rappelant sa vie et son œuvre.

En décembre 1917, elle apprend qu’elle est atteinte de la tuberculose. Elle épouse alors son compagnon John Middleton Murry au printemps 1918 pour partir presque aussitôt rejoindre son amie de longue date rencontrée à Paris, la peintre américaine Anne Estelle Rice (en) vivant alors à Looe, en Cornouailles, dans l'espoir que sa santé s'améliore. C'est pendant son séjour printanier et estival qu'Anne Estelle Rice peint le célèbre portrait de Mansfield vêtue de rouge, une couleur appréciée et choisie par l'écrivaine. Le tableau, connu sous le titre Portrait de Katherine Mansfield, est à présent exposé au musée Te Papa Tongarewa de Nouvelle-Zélande.
Puis Katherine Mansfield décide de rejoindre le climat plus clément de Bandol. Après un court séjour en Angleterre, elle part pour Ospedaletti en Italie, puis pour Menton.
Le recueil Bliss (Félicité) est publié en 1920. Mansfield part pour Montana (Valais) en Suisse l’année suivante. The Garden Party est publié en 1922. Elle écrit sa dernière nouvelle, The Canary, en juillet 1922.
Le 9 janvier 1923, elle meurt des suites de sa tuberculose à l’institut Gurdjieff situé au Prieuré d'Avon près de Fontainebleau. Elle est enterrée à Avon (Seine-et-Marne).
Deux recueils de nouvelles sont publiés après sa mort, The Dove’s Nest et Something Childish, ainsi que ses lettres et journaux.

Apprenant sa mort, Virginia Woolf écrit dans son journal : 

« J’étais jalouse de son écriture — la seule écriture dont j’ai jamais été jalouse. »

## Œuvres
- In a German Pension (Pension allemande), 1911
- Prelude, 1918
- Bliss and Other Stories (Félicité), 1920
- The Garden Party and Other Stories (La Garden Party[14]), 1922
- Poems, 1923
- The Dove’s Nest and Other Stories (Le Nid de colombes et autres nouvelles), 1923
- Something Childish and Other Stories (Quelque chose d'enfantin, mais de très naturel et autres nouvelles), 1924
- The Journal of Katherine Mansfield (Journal de Katherine Mansfield), 1927 (édition définitive en 1954)
- The Letters of Katherine Mansfield (Les Lettres de Katherine Mansfield), 1928-1929

### Principales nouvelles
- Bliss (Félicité)
- The Garden Party[14] (La Garden Party)
- At the Bay (Sur la baie)
- Miss Brill[15]
- The Doll’s House (La Maison de poupées)
- Prelude (Prélude)

### Principales traductions
- Lettres, traduction de Madeleine T. Guérritte, Éditions Stock, 1993  (ISBN 978-2234018013)
- Cahier de notes, traduction de Germaine Delamain, Éditions Stock, 1995  (ISBN 978-2234019270)
- Les Nouvelles, L'intégrale, dix nouvelles inédites, traductions de André Bay, Geneviève Brisac, Clémence Boulouque, J.-G. Delamain, Agnès Desarthe, Marthe Duproix, Marguerite Faguer, Madeleine T. Guéritte, Luba Jurgenson, Charles Mauron, Didier Merlin, Sylvie Robic, Claude Seban, Alice Seelow, Éditions Stock, 2006  (ISBN 978-2234058729)
- Villa Pauline et autres poèmes, traduction de Philippe Blanchon, Éditions de la Nerthe, 2013  (ISBN 978-2916862316)
- Félicité, traduction de Bernard Hœpffner, Éditions Cent pages, 2021  (ISBN 978-2-9163-9080-2)

## Postérité

### À Wellington

#### Katherine Mansfield House & Garden

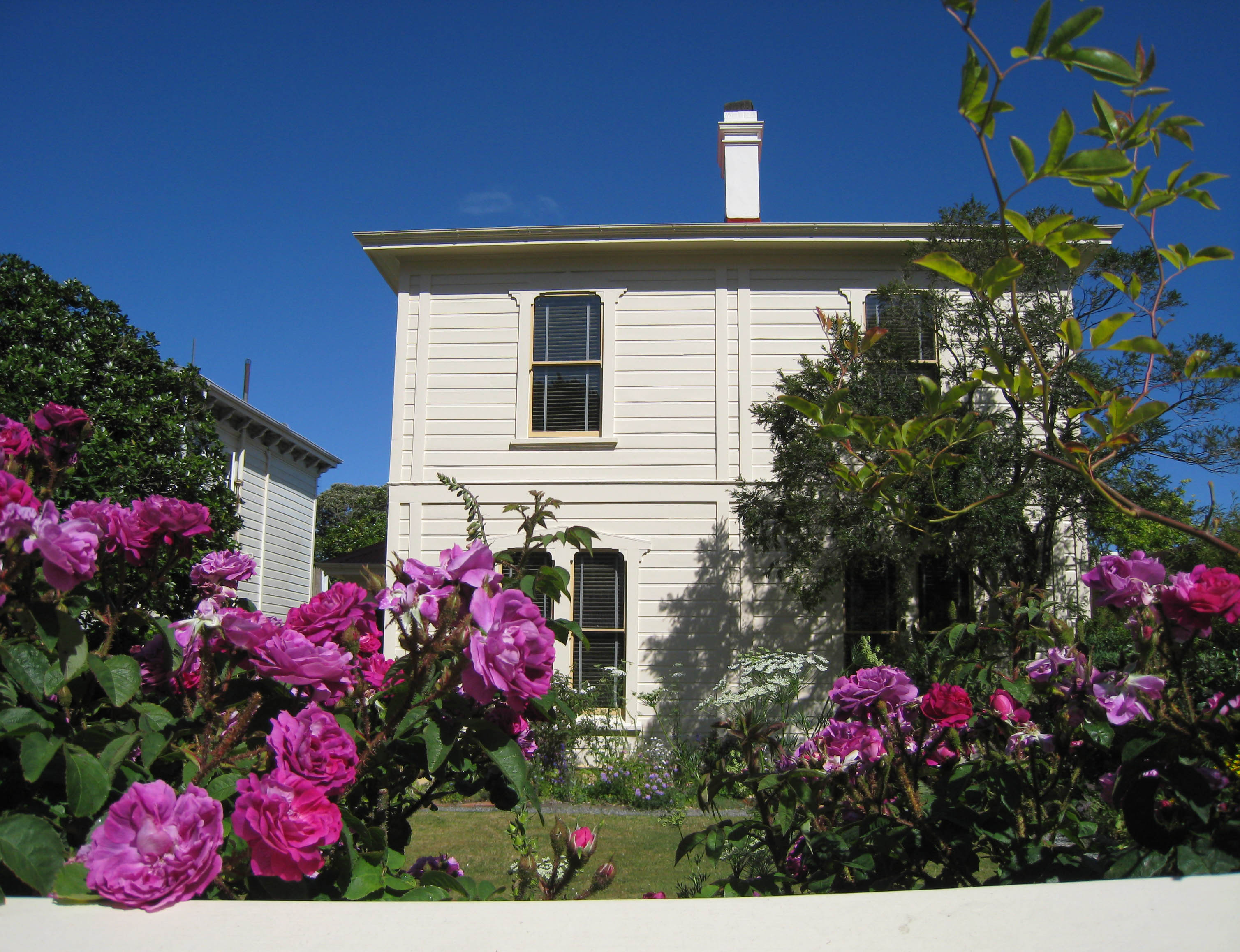
Katherine Mansfield House & Garden, maison d'enfance de l'autrice à Wellington.

Les Katherine Mansfield House and Garden (en), soit la maison et le jardin de Katherine Mansfield, constituent à présent un musée privé visitable du mardi au dimanche à Wellington en Nouvelle-Zélande. Restaurée dans les années 1980, la demeure de style victorien tardif expose des objets ayant appartenu à la nouvelliste, tandis que le jardin colonial de la période edwardienne fait partie du New Zealand Gardens Trust.
L'écrivaine néo-zélandaise Ashleigh Young a pendant un temps été sa directrice. Elle évoque cette expérience dans son recueil d'essais Can You Tolerate This?, récompensé en 2017 du prix littéraire de non-fiction Windham–Campbell et du Royal Society Te Apārangi Award for General Nonfiction des Ockham Book Awards.

#### Statue

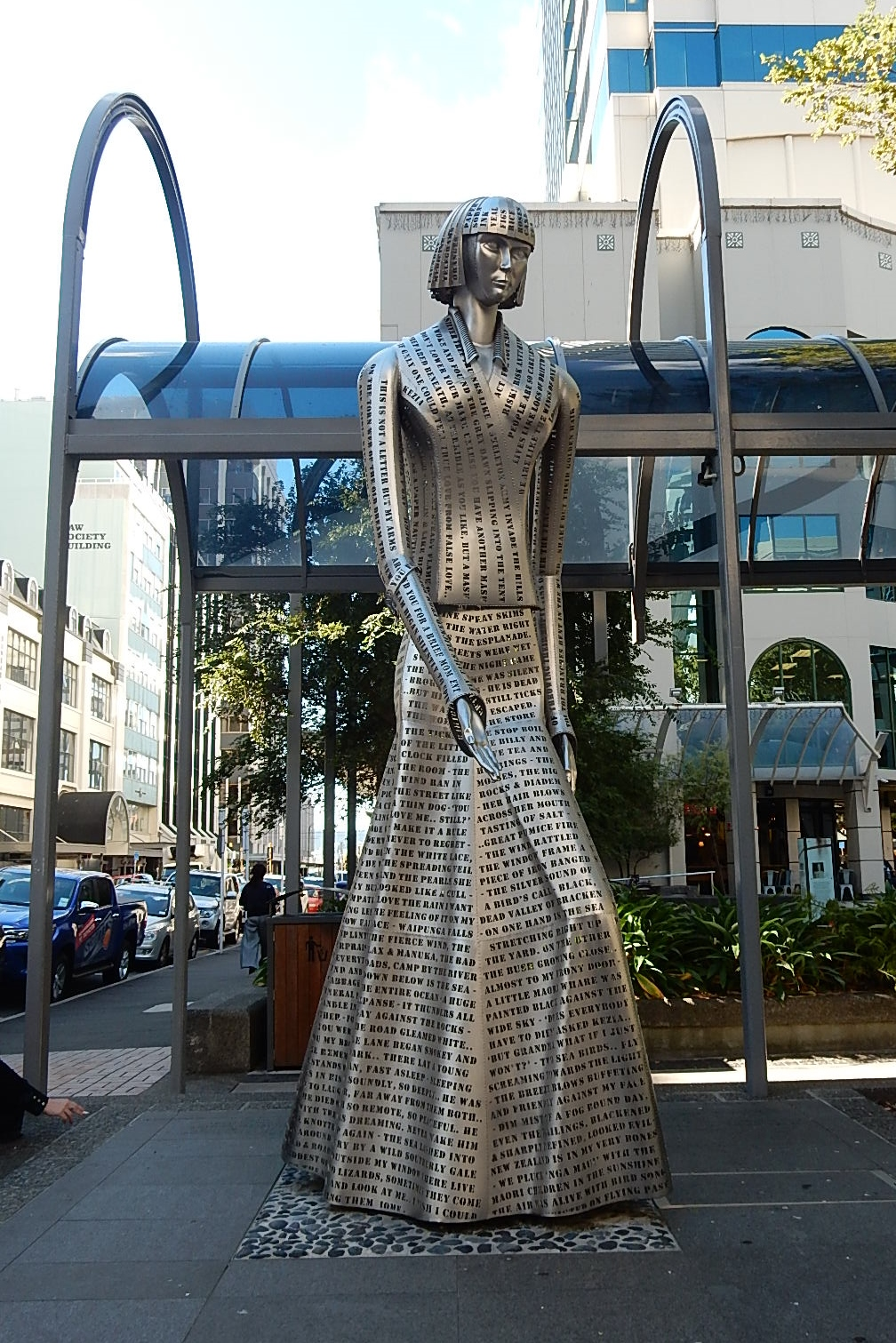
Woman of Words, statue de Katherine Mansfield réalisée par Virginia King.

Virginia King (en), sculptrice néo-zélandaise, réalise une statue de l'écrivaine en 2013. Les vêtements de l'écrivaine sont décorés de mots et citations tirés de ses écrits ; la statue est illuminée de l'intérieur la nuit.

### LaKatherine Mansfield Societyet les Amis de Katherine Mansfield
Une association littéraire, la Katherine Mansfield Society, rassemble les universitaires spécialistes de l'écrivaine ainsi que les amateurs et amatrices de son écriture qui souhaitent y adhérer afin de recevoir toutes les actualités des travaux effectués sur son œuvre. Fondée et présidée par Gerri Kimber, critique littéraire et enseignante-chercheuse à l'université de Northampton, l'association publie deux revues :
- le Heron: Creative Journal of the Katherine Mansfield Society, une revue littéraire publiant des textes se réclamant de l'esthétique mansfieldienne[26],
- le Tinakori: Critical Journal of the Katherine Mansfield Society, une revue de littérature secondaire critique de l'œuvre de l'autrice[27].

La Katherine Mansfield Society dispose également d'une page et d'un réseau francophones, les Amis de Katherine Mansfield, en hommage aux liens privilégiées que la nouvelliste néo-zélandaise entretenait avec le territoire français.
Kirsty Gunn, romancière et nouvelliste néo-zélandaise, est marraine de l'association et contribue à la faire connaître au grand public.

### L'héritage de Mansfield en France et pont avec la Nouvelle-Zélande

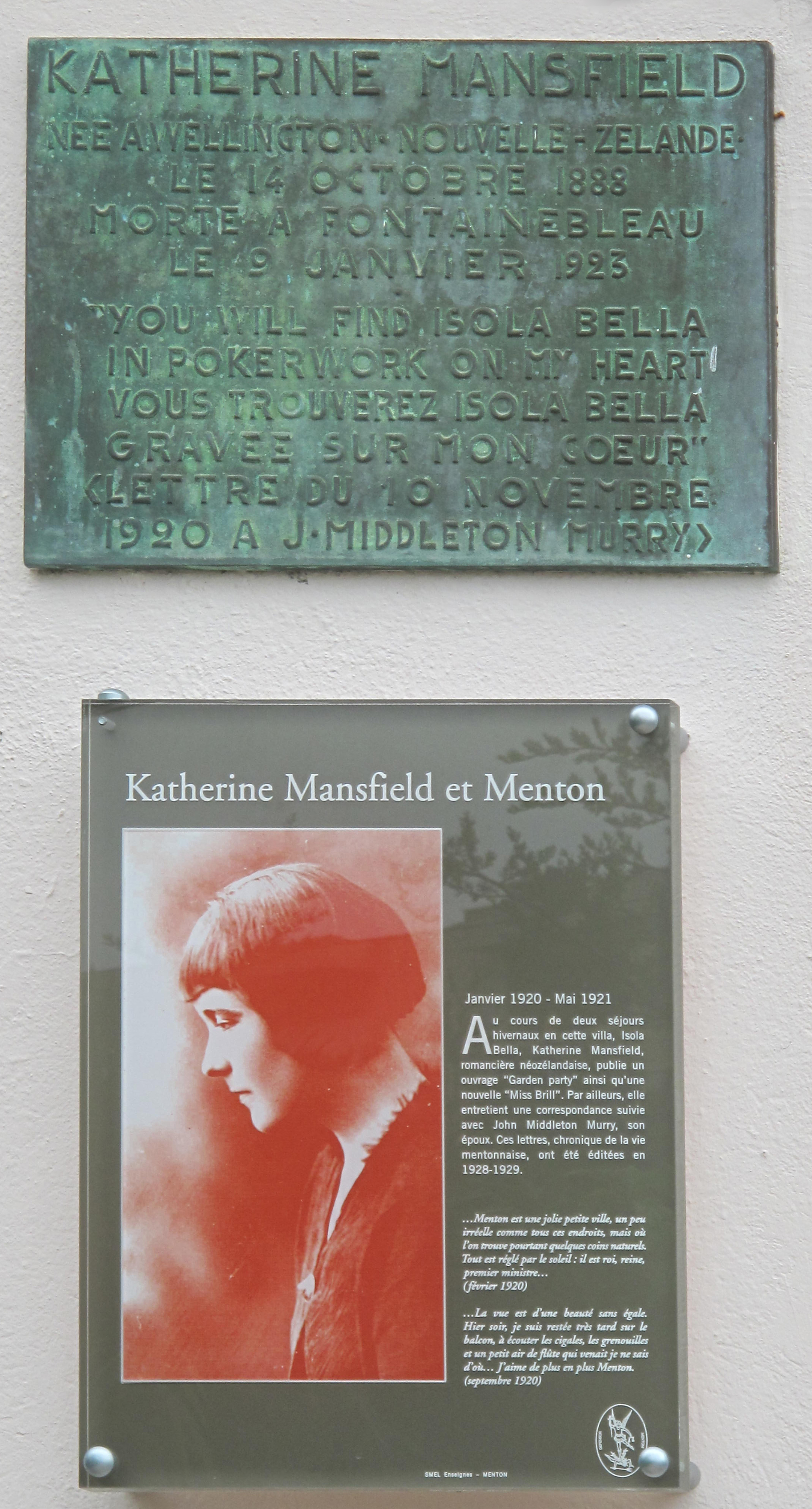
Plaque commémorative à la mémoire de Katherine Mansfield rue Chemin Fleuri à Menton.

Dans la ville française de Menton, où l'écrivaine malade a vécu un peu plus d'un an et qu'elle a qualifié de « jolie petite ville », « un peu irréelle », où « tout est réglé par le soleil », s'étire à présent une avenue Katherine Mansfield. Non loin, on peut y visiter la villa Isola Bella où elle a écrit plusieurs de ses nouvelles. En partenariat avec la Katherine Mansfield Menton Fellowship, la villa accueille des autrices et auteurs néo-zélandais en résidence de création.
La ville d'Avon en Seine-et-Marne a une rue Katherine-Mansfield, près du Prieuré où elle est décédée.

### Prix littéraires en l'honneur de Mansfield
Le New Zealand Post Katherine Mansfield Prize (en), connu précédemment sous le nom Meridian Energy Katherine Mansfield Memorial Fellowship, est un des prix littéraires les plus renommés de Nouvelle-Zélande. Décerné depuis 1970, il récompense chaque année un auteur ou une autrice originaire ou résidant en Nouvelle-Zélande dont l'œuvre littéraire, qu'elle soit de fiction, de non-fiction, poétique, dramatique ou pour enfants, s'est distinguée par son influence positive. L'organisation du prix est assurée par le Conseil des arts de la Nouvelle-Zélande et la récompense est une somme d'argent variable d'une année à l'autre accompagnée du financement d'un séjour à Menton, en France, pour une résidence de création littéraire. Parmi les récipiendaires figurent la poétesse Margaret Scott et la nouvelliste Kate De Goldi.
Précédemment, le Katherine Mansfield Memorial Awards était le premier prix littéraire se réclamant de l'héritage de Mansfield ; fondé en 1959, il a contribué à sa reconnaissance officielle comme une des figures littéraires incontournables de Nouvelle-Zélande et de la littérature mondiale.
Il existe également un Katherine Mansfield Short Story Award ouvert à toutes et tous les élèves scolarisés en fin de lycée dans la région de Wellington afin d'encourager les futures carrières d'écrivains et d'écrivaines locales et valoriser le genre littéraire de la nouvelle dans lequel s'est illustrée Mansfield. Organisé par le musée Katherine Mansfield House & Garden avec le soutien et la coopération de la fondation Gay Saker Bequest, le prix est présidé par l'autrice Mandy Hager (en).

## Mansfield comme personnage de fiction
Dans la pièce de théâtre australienne The Rivers of China (Les Fleuves de Chine) de la dramaturge Alma De Groen, la trame narrative des derniers temps de la vie de l'autrice néo-zélandaise à l'Institut Harmonique de l'Homme de Georges Gurdjieff à Fontainebleau se mêle à un scénario de science-fiction philosophique et politique. La première de la pièce, produite en septembre 1987 par la Sydney Theatre Company au Wharf Theatre de Sydney, a été récompensée des prix littéraires de 1988 de New South Wales et de Victoria pour une œuvre dramatique. Considérée comme un classique du théâtre australien, The Rivers of China a été classée dans la première liste dressée par l'Australian Society of Authors des 200 meilleures œuvres littéraires du pays.
En 2015, Katherine Mansfield comme personnage de De Groen est revenue sur les planches du TheatreWorks de Melbourne, mise en scène par la compagnie indépendante Don't Look Away et interprétée par la comédienne Alexandra Aldrich.
Pour le centenaire de la naissance de Mansfield, une pièce a été commandée au dramaturge néo-zélandais Vincent O'Sullivan : Jones & Jones (1989) se concentre sur la relation de Mansfield à Ida Baker.